# S&P Latin America 40
Le S&P Latin America 40 est un indice boursier de l'Amérique latine composé de 40 des principales capitalisations boursières de cette région du monde.

## Composition
Au 14 avril 2011, l'indice S&P Latin America 40 se composait des titres suivants :
| Code        | Société                              | Pays    | Secteur                   |
| ----------- | ------------------------------------ | ------- | ------------------------- |
| ALFAA MM    | Alfa                                 | Mexique | Holdings                  |
| AMXL MM     | America Movil                        | Mexique | Télécommunications        |
| BBD UN      | Banco Bradesco                       | Brésil  | Banque                    |
| CHILE CC    | Banco de Chile                       | Chili   | Banque                    |
| SAN UN      | Banco Santander Chile                | Chili   | Banque                    |
| BRFS UN     | BRF - Brasil Foods                   | Brésil  | Agroalimentaire           |
| CAP CC      | CAP                                  | Chili   | Minier                    |
| CEMEXCPO MM | Cemex                                | Mexique | Matériaux de construction |
| CENCOSUD CC | Cencosud                             | Chili   | Agroalimentaire           |
| EBR UN      | Eletrobras                           | Brésil  | Électricité               |
| ABV UN      | Companhia de Bebidas das Americas    | Brésil  | Agroalimentaire           |
| BVN UN      | Buenaventura                         | Pérou   | Minier                    |
| CIG UN      | Companhia Energetica de Minas Gerais | Brésil  | Électricité               |
| ELP UN      | Companhia Paranaense de Energia      | Brésil  | Électricité               |
| SID UN      | Companhia Siderúrgica Nacional       | Brésil  | Minier                    |
| BAP UN      | Credicorp                            | Pérou   | Banque                    |
| CYRE3 BS    | Cyrela Brazil Realty                 | Brésil  | Immobilier                |
| ERJ UN      | Embraer                              | Brésil  | Aéronautique              |
| ENDESA CC   | Empresa Nacional de Electricidad     | Chili   | Électricité               |
| CMPC CC     | Empresas CMPC                        | Chili   | Emballage industriel      |
| COPEC CC    | Empresas Copec                       | Chili   | Holdings                  |
| ENERSIS CC  | Enersis                              | Chili   | Électricité               |
| FBR UN      | Fibria Celulose                      | Brésil  | Emballage industriel      |
| FEMSAUBD MM | Fomento Económico Mexicano           | Mexique | Agroalimentaire           |
| GGB UN      | Gerdau                               | Brésil  | Minier                    |
| GMODELOC MM | Grupo Modelo                         | Mexique | Agroalimentaire           |
| ITUB UN     | Itaú Unibanco                        | Brésil  | Banque                    |
| ITSA4 BS    | Itaúsa                               | Brésil  | Banque                    |
| KIMBERA MM  | Kimberly-Clark de Mexico             | Mexique | Emballage industriel      |
| LAN CC      | LAN Airlines                         | Chili   | Transport aérien          |
| PBR/A UN    | Petrobras                            | Brésil  | Pétrolier                 |
| RDCD3 BS    | Redecard                             | Brésil  | Services financiers       |
| FALAB CC    | SACI Falabella                       | Chili   | Distribution              |
| SQM/B CC    | Sociedad Química y Minera de Chile   | Chili   | Pétrochimie               |
| SCCO UN     | Southern Copper Corp                 | Pérou   | Minier                    |
| TNE UN      | Tele Norte Leste Participacoes       | Brésil  | Télécommunications        |
| TLEVICPO MM | Televisa                             | Mexique | Médias                    |
| TELMEXL MM  | Telmex                               | Mexique | Télécommunications        |
| VALE/P UN   | Vale                                 | Brésil  | Minier                    |
| WALMEXV MM  | Wal-Mart de Mexico                   | Mexique | Distribution              |